# Lista de furacões Atlânticos de Categoria 5

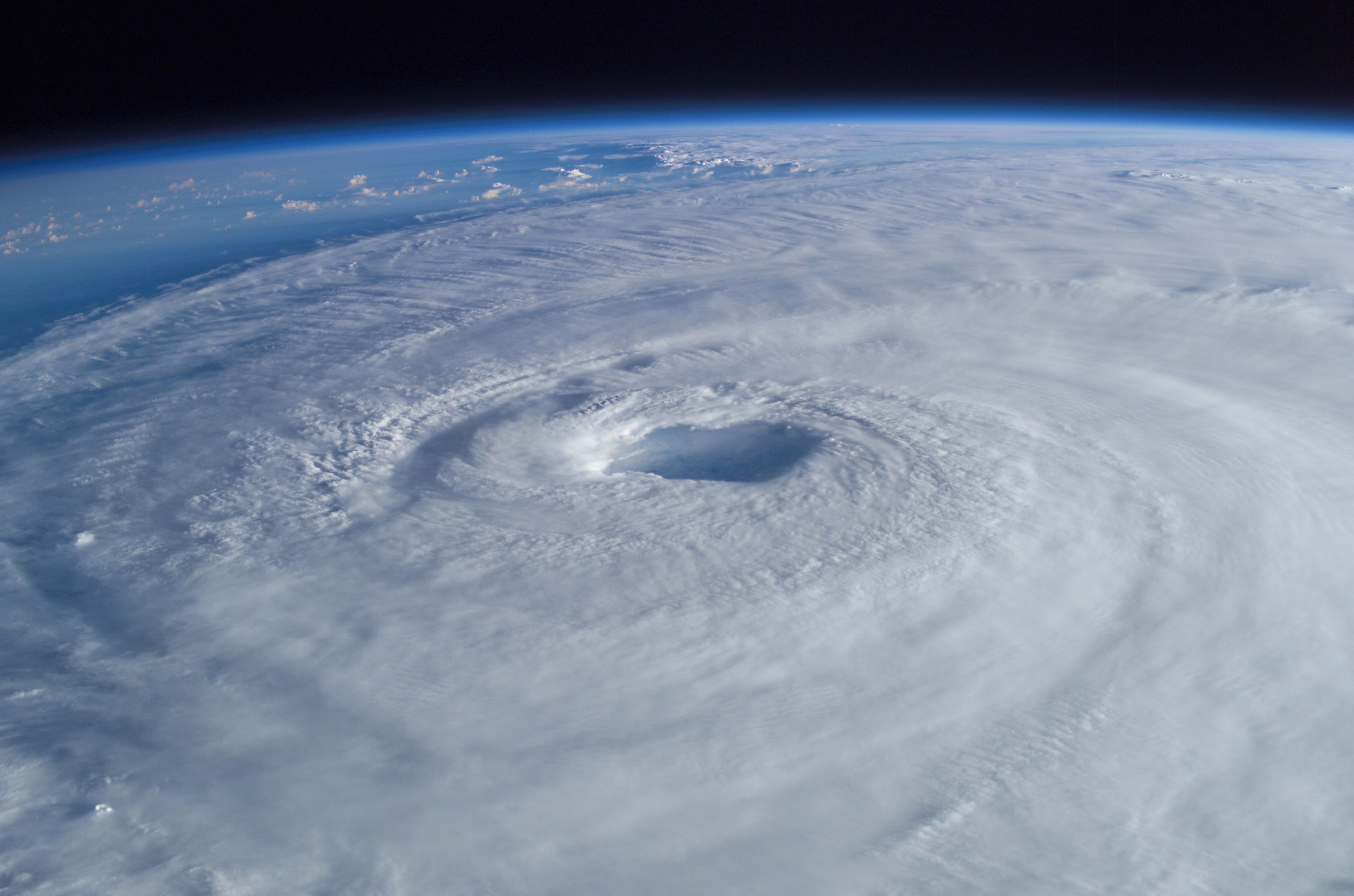
O furacão Isabel, como visto a partir da Estação Espacial Internacional, em setembro de 2003

Um furacão de categoria 5 no Atlântico é um ciclone tropical que atinge a intensidade de categoria 5 na escala de vento do furacão Saffir-Simpson, dentro do oceano Atlântico ao norte do equador. Eles estão entre os ciclones tropicais mais fortes que podem se formar na Terra e têm velocidades de vento sustentadas de 1 minuto de mais de 137 kn (254 km/h; 158 mph; 70 m/s). O Centro Nacional de Furacões dos Estados Unidos estima atualmente que um total de 37 ciclones tropicais entre 1851 e 2025 atingiram o pico como furacão de categoria 5.

## Antecedentes

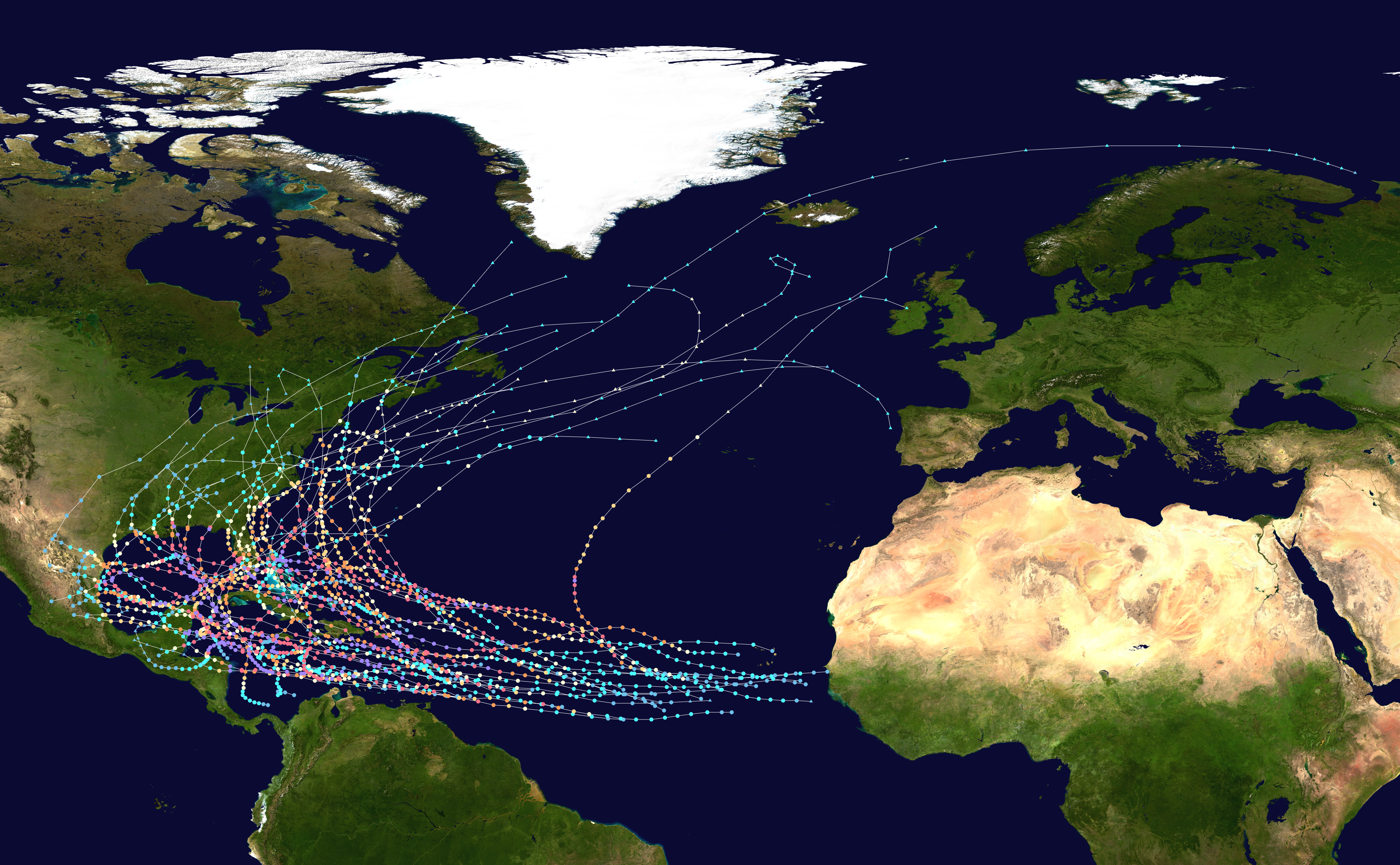
Percursos de todos os furacões conhecidos de Categoria 5 do Atlântico entre 1851 e 2019

No Oceano Atlântico, ao norte do Equador, os furacões são monitorados oficialmente pelo National Hurricane Center (NHC) dos Estados Unidos, no entanto, outros serviços meteorológicos, como o Meteo France, o Met Office do Reino Unido e o Environment Canada também vigiam a bacia. Na região, um furacão de categoria 5 é considerado um ciclone tropical que tem velocidade média máxima de vento sustentada de 1 minuto de 137 kn (254 km/h; 158 mph; 70 m/s) ou maior na escala de vento do furacão Saffir – Simpson a 10 m (33 ft) acima do solo.
Estima-se que um total de 37 ciclones tropicais atingiram o pico como um furacão de categoria 5 no SSHWS, com o primeiro supostamente ocorrido durante 1924. Oficialmente, de 1924 a 2020, 37 furacões categoria 5 foram registrados. Sem nenhum furacão categoria 5 observado oficialmente antes de 1924. Pode-se presumir que as tempestades anteriores alcançaram a força de categoria 5 sobre águas abertas, mas os ventos mais fortes não foram medidos. O anemômetro, um dispositivo usado para medir a velocidade do vento, foi inventado em 1846. No entanto, durante grandes desembarques de furacão, os instrumentos como um todo eram frequentemente destruídos, deixando o pico de intensidade do furacão sem registro. Por exemplo, quando o Grande Furacão Beaufort de 1879 atingiu a Carolina do Norte, os copos do anemômetro explodiram ao indicar 222 km/h (138 mph).
Em maio de 2018, uma reanálise dos dados meteorológicos estava em andamento por pesquisadores que podem atualizar ou rebaixar outros furacões do Atlântico atualmente listados nas categorias 4 e 5. Por exemplo, o furacão de 1825 Santa Ana é suspeito de ter atingido a intensidade da categoria 5. Além disso, a pesquisa paleotempestológica visa identificar os principais furacões do passado, comparando as evidências sedimentares de desembarques de furacões recentes e passados. Por exemplo, um "furacão gigante" significativamente mais poderoso do que o furacão Hattie (categoria 5) foi identificado no sedimento de Belize, tendo atingido a região em algum momento antes de 1500.

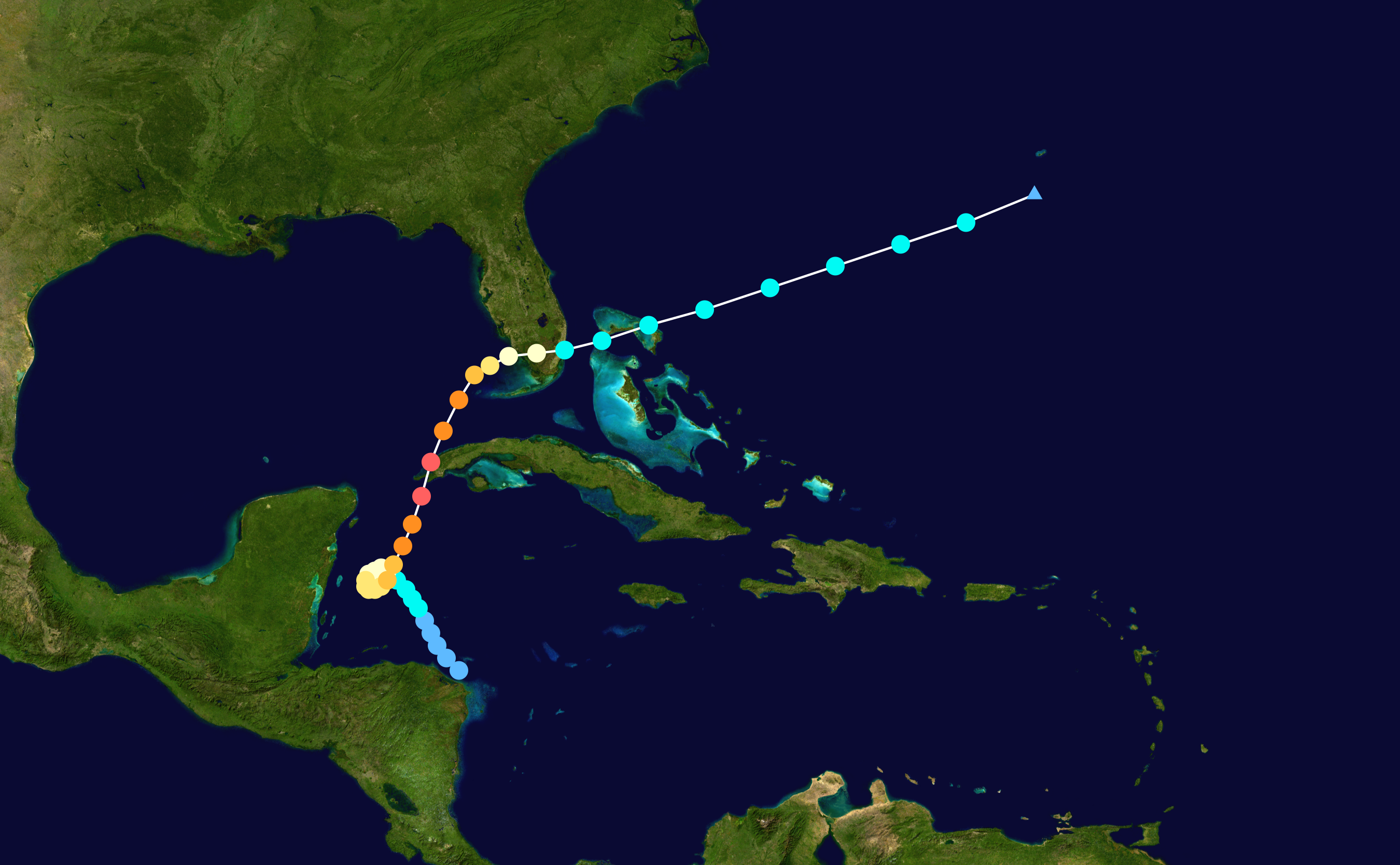
Um furacão de categoria de 5 de outubro que atingiu Cuba, Flórida e Bahamas em 1924. Foi o primeiro furacão a ser oficialmente reconhecido como um de categoria 5 na escala de vento do furacão Saffir-Simpson dos dias modernos

Oficialmente, a década com mais furacão categoria 5 são de 2000-2009, com oito furacões de categoria 5 ocorridos: Isabel (2003), Ivan (2004), Emily (2005), Katrina (2005), Rita (2005), Wilma (2005), Dean (2007) e Felix (2007). As décadas anteriores com mais furacão categoria 5 ocorreram nas décadas de 1930 e 1960, com seis ocorrendo entre 1930 e 1939 (antes do início da nomeação).
O maior número de anos consecutivos para apresentar pelo menos um furacão categoria 5 cada são cinco, de 2016 a 2020. Seis tempestades alcançaram essa categoria nestes anos - Mattew, Irma, Maria, Michael, Dorian e Lorenzo. Destes, Dorian teve os ventos mais fortes, em 160 kn (295 km/h; 185 mph), enquanto Maria teve a menor pressão central, em 908 mbar (26.81 inHg).
Nove furacões do Atlântico - Camille, Allen, Andrew, Isabel, Ivan, Dean, Felix, Irma e Maria - alcançaram a intensidade de categoria 5 em mais de uma ocasião; isto é, alcançando a intensidade de categoria 5, enfraquecendo para um status de categoria 4 ou inferior, e então se tornando uma furacão categoria 5 novamente. Esses furacões têm as suas datas mostradas juntas. Camille, Andrew, Dean, Felix, Irma e Maria alcançaram o status de Categoria 5 duas vezes durante a sua existência. Allen, Isabel e Ivan alcançaram a intensidade da Categoria 5 em três ocasiões distintas. No entanto, nenhum furacão do Atlântico atingiu a intensidade de categoria 5 mais de três vezes durante sua vida útil. O furacão de Cuba de 1932 detém o recorde de maior tempo contínuo como uma furacão de categoria 5 (embora tenha ocorrido antes da vigilância por satélite ou aeronave, então este registro pode ser um pouco suspeito). O Irma detém o recorde de maior extensão contínua como tempestade de categoria 5 na era dos satélites.
Dos 37 furacões de categoria 5 que foram registrados na bacia do Atlântico desde que os registros confiáveis começaram em 1851, 1 foi registrado em julho, 8 em agosto, 21 em setembro, 6 em outubro e 2 em novembro. Não houve registro oficial de furacões categoria 5 ocorridos em junho ou fora de temporada.
Os furacões de categoria 5 de julho e agosto atingiram as suas intensidades altas no Golfo do México e no Mar do Caribe. Essas são as áreas mais favoráveis para o desenvolvimento de ciclones tropicais naqueles meses.
Setembro tem mais furacões de categoria 5, com mais de metade do total. Isso coincide com o pico climatológico da temporada de furacões no Atlântico, que ocorre no início de setembro.  Furacões de categoria 5 de setembro alcançaram a sua força em qualquer um dos Golfo do México, Mar do Caribe e Atlântico aberto. Esses lugares são onde os ciclones tropicais de setembro provavelmente se vão formar.  Muitos desses furacões são tempestades do tipo Cabo Verde, que desenvolvem a sua força por terem grande quantidade de mar aberto; ou os chamados destruidores das Bahamas, que se intensificam sobre a Corrente de Loop quente no Golfo do México. Todos, exceto um furacão de categoria 5 de outubro e novembro (com exceção de Michael ) atingiram a sua intensidade no oeste do Caribe, uma região para a qual os furacões do Atlântico gravitam fortemente no final da temporada.  Isso se deve à climatologia da região, que às vezes apresenta um anticiclone de grande altitude que promove rápida intensificação no final da temporada, além de águas quentes.

## Sistemas
| nome | Datas como Categoria 5 | Duração como Categoria 5 | Velocidades de vento atingidas | pressão                                      | áreas afetadas                                                                                                 | Fatalidades    | Danos (USD)          | Refs                        |
| --- | ---------------------- | ------------------------ | ------------------------------ | -------------------------------------------- | --- | -------------- | -------------------- | --------------------------- |
| "Cuba" | outubro 19 de 1924     | 12 horas                 | 165 mph (270 km/h)             | 910 hPa (26.87 inHg)                         | América Central, México, Cuba Flórida, Bahamas                                                                 | 90             |                      | [ 12 ]                      |
| "San Felipe II Okeechobee" | setembro 13–14 de 1928 | 12 horas                 | 160 mph (260 km/h)             | 929 hPa (27.43 inHg)                         | Pequenas Antilhas, Bahamas Costa Leste dos Estados Unidos, Canadá Atlântico                                    | 4 000          | $100 000 000         |                             |
| "Bahamas" | setembro 5–6 de 1932   | 1 dia                    | 160 mph (260 km/h)             | 921 hPa (27.20 inHg)                         | Bahamas, Noroeste dos Estados Unidos                                                                           | 16             |                      |                             |
| "Camaguey" | novembro 5–8 de 1932   | 3 dias 6 horas           | 175 mph (280 km/h)             | 915 hPa (27.02 inHg)                         | Pequenas Antilhas, Jamaica, Ilhas Cayman Cuba, Bahamas, Bermuda                                                | 3 103          | $40 000 000          |                             |
| "Cuba–Brownsville" | agosto 30 de 1933      | 12 horas                 | 160 mph (260 km/h)             | 930 hPa (27.46 inHg)                         | Bahamas, Cuba, Flórida Texas, Tamaulipas                                                                       | 179            | $27 900 000          |                             |
| "Tampico" | setembro 21 de 1933    | 12 horas                 | 160 mph (260 km/h)             | 929 hPa (27.43 inHg)                         | Jamaica, Península de Iucatã                                                                                   | 184            | $5 000 000           |                             |
| "Dia do Trabalho" | setembro 3 de 1935     | 18 horas                 | 185 mph (295 km/h)             | 892 hPa (26.34 inHg)                         | Bahamas, Flórida, Geórgia Carolinas, Virgínia                                                                  | 408            |                      |                             |
| "Nova Inglaterra" | setembro 19–20 de 1938 | 18 horas                 | 160 mph (260 km/h)             | 940 hPa (27.76 inHg)                         | Leste dos Estados Unidos, Sudeste Quebéc                                                                       | 682            | $306 000 000         |                             |
| Carol | setembro 3 de 1953     | 12 horas                 | 160 mph (260 km/h)             | 929 hPa (27.43 inHg)                         | Bermuda, Nova Inglaterra, Canadá Atlântico                                                                     | 5              | $2 000 000           |                             |
| Janet | setembro 27–28 de 1955 | 18 horas                 | 175 mph (280 km/h)             | 914 hPa (26.99 inHg)                         | Pequenas Antilhas, América Central                                                                             | 1 023          | $65 800 000          | [ 13 ]                      |
| Esther | setembro 17 de 1961    | 18 horas                 | 160 mph (260 km/h)             | 919 hPa (27.14 inHg)                         | Costa Leste dos Estados Unidos                                                                                 | 7              | $6 000 000           |                             |
| Hattie | outubro 31 de 1961     | 6 horas                  | 165 mph (270 km/h)             | 914 hPa (26.99 inHg)                         | América Central                                                                                                | 319            | $60 300 000          | [ 14 ] [ 15 ]               |
| Beulah | setembro 20, 1967      | 18 horas                 | 160 mph (260 km/h)             | 923 hPa (27.26 inHg)                         | Caribe, México, Texas                                                                                          | 59             | $207 650 000         | [ 16 ]                      |
| Camille | agosto 16–18, 1969 †   | 1 day 6 horas            | 175 mph (280 km/h)             | 900 hPa (26.58 inHg)                         | Cuba, Costa do Golfo dos Estados Unidos                                                                        | 259            | $1 420 000 000       | [ 17 ]                      |
| Edith | setembro 9, 1971       | 6 horas                  | 160 mph (260 km/h)             | 943 hPa (27.85 inHg)                         | Caribe, América Central México, Golfo dos Estados                                                              | 37             | $25 400 000          |                             |
| Anita | setembro 2, 1977       | 12 horas                 | 175 mph (280 km/h)             | 926 hPa (27.34 inHg)                         | México | 11             | Extensivo            | [ 18 ]                      |
| David | agosto 30–31, 1979     | 1 day 18 horas           | 175 mph (280 km/h)             | 924 hPa (27.29 inHg)                         | Caribe, Costa Leste dos Estados Unidos                                                                         | 2 068          | $1 540 000 000       | [ 19 ] [ 20 ]               |
| Allen | agosto 5–9, 1980 †     | 3 dias                   | 190 mph (305 km/h)             | 899 hPa (26.55 inHg)                         | Caribe, Península de Iucatã México, Sul do Texas                                                               | 269            | $1 237 600 000       | [ 19 ] [ 21 ] [ 22 ]        |
| Gilbert | setembro 13–14, 1988   | 1 dia                    | 185 mph (295 km/h)             | 888 hPa (26.22 inHg)                         | Jamaica, Venezuela, América Central Hispaniola, México                                                         | 318            | $7 100 000 000       | [ 23 ] [ 24 ]               |
| Hugo | setembro 15, 1989      | 6 horas                  | 160 mph (260 km/h)             | 918 hPa (27.11 inHg)                         | Caribe, Costa Leste dos Estados Unidos                                                                         | 107            | $10 000 000 000      | [ 17 ] [ 25 ] [ 26 ]        |
| Andrew | agosto 23–24, 1992 †   | 16 horas                 | 175 mph (280 km/h)             | 922 hPa (27.23 inHg)                         | Bahamas, Flórida, Costa do Golfto dos Estados Unidos                                                           | 65             | $26 500 000 000      | [ 17 ] [ 27 ]               |
| Mitch | outubro 26–28, 1998    | 1 dia 18 horas           | 180 mph (285 km/h)             | 905 hPa (26.72 inHg)                         | América Central, Península de Iucatã, Sul da Florida                                                           | 19 325         | $6 200 000 000       | [ 28 ] [ 29 ] [ 30 ] [ 31 ] |
| Isabel | setembro 11–14, 2003 † | 1 dia 18 horas           | 165 mph (270 km/h)             | 915 hPa (27.02 inHg)                         | Antilhas Maiores, Bahamas Leste dos Estados Unidos, Ontário                                                    | 51             | $5 370 000 000       | [ 17 ] [ 32 ]               |
| Ivan | setembro 9–14, 2004 †  | 2 days 12 horas          | 165 mph (270 km/h)             | 910 hPa (26.87 inHg)                         | Caribe, Venezuela, Costa do Golfo dos Estados Unidos                                                           | 124            | $23 280 000 000      | [ 17 ] [ 33 ]               |
| Emily | julho 16, 2005         | 6 horas                  | 160 mph (260 km/h)             | 929 hPa (27.43 inHg)                         | Ilhas Sotavento, Jamaica, México, Texas                                                                        | 17             | $1 014 000 000       | [ 34 ]                      |
| Katrina | agosto 28–29, 2005     | 18 horas                 | 175 mph (280 km/h)             | 902 hPa (26.64 inHg)                         | Bahamas, Costa do Golfto dos Estados Unidos                                                                    | 1 836          | $125 000 000 000     | [ 35 ]                      |
| Rita | setembro 21–22, 2005   | 1 dia                    | 180 mph (285 km/h)             | 895 hPa (26.43 inHg)                         | Cuba, Costa do Golfo dos Estados Unidos                                                                        | 125            | $12 037 000 000      | [ 36 ]                      |
| Wilma | outubro 19, 2005       | 18 horas                 | 185 mph (295 km/h)             | 882 hPa (26.05 inHg)                         | Antilhas Maiores, América Central, Flórida                                                                     | 87             | $29 400 000 000      | [ 37 ] [ 38 ] [ 39 ] [ 40 ] |
| Dean | agosto 18–21, 2007 †   | 1 dia                    | 175 mph (280 km/h)             | 905 hPa (26.72 inHg) Caribe, América Central | 45 | $1 760 000 000 | [ 19 ] [ 41 ] [ 42 ] |                             |
| Felix | setembro 3–4, 2007 †   | 1 dia                    | 175 mph (280 km/h)             | 929 hPa (27.43 inHg)                         | Nicarágua, Honduras                                                                                            | 133            | $720 000 000         | [ 43 ] [ 42 ] [ 44 ] [ 45 ] |
| Matthew | outubro 1, 2016        | 12 horas                 | 165 mph (270 km/h)             | 934 hPa (27.58 inHg)                         | Antilhas, Venezuela, Colômbia Costa Leste dos Estados, Canadá Atlântico                                        | 603            | $15 090 000 000      | [ 46 ]                      |
| Irma | setembro 5–9, 2017 †   | 3 dias                   | 180 mph (285 km/h)             | 914 hPa (26.99 inHg)                         | Cabo Verde, Caribe, Ilhas Virgens Cuba, Flórida                                                                | 138            | $64 759 000 000      | [ 47 ]                      |
| Maria | setembro 18–20, 2017 † | 1 dia 4 horas 15 minutos | 175 mph (280 km/h)             | 908 hPa (26.81 inHg)                         | Pequenas Antilhas, Ilhas Virgens, Porto Rico República Dominicana, Ilhas Turks e Caicos                        | 3 057          | $91 610 000 000      | [ 48 ]                      |
| Michael | outubro 10, 2018       | 30 minutos               | 160 mph (260 km/h)             | 919 hPa (27.14 inHg)                         | América Central, Costa do Golfo dos Estados Unidos                                                             | 74             | $25 100 000 000      |                             |
| Dorian | setembro 1–2, 2019     | 1 dia 6 horas            | 185 mph (295 km/h)             | 910 hPa (26.87 inHg)                         | Barbados, Pequenas Antilhas, Ilhas Virgens, Porto Rico, Bahamas, Estados Unidos, Canadá Atlântico, Gronelândia | 84             | $5 100 000 000       | [ 49 ]                      |
| Lorenzo | setembro 29, 2019      | 3 horas                  | 160 mph (260 km/h)             | 925 hPa (27.32 inHg)                         | Cabo Verde, Açores, Europa Ocidental                                                                           | 19             | $362 000 000         |                             |
| Ian | setembro 28, 2022      | 6 horas                  | 160 mph (260 km/h)             | 937 hPa (27.67 inHg)                         | Caríbe, Cuba, Flórida, As Carolinas                                                                            | 160            | $113 000 000 000     | [ 50 ]                      |
| Lee | setembro 8, 2023       | 6 horas                  | 165 mph (270 km/h)             | 926 hPa (27.34 inHg)                         | Bermuda, Nova Inglaterra, Províncias atlânticas do Canadá                                                      | 4              | $80 000 000          | [ 51 ]                      |
| Beryl | julho 2, 2024          | 15 horas                 | 165 mph (270 km/h)             | 934 hPa (27.58 inHg)                         | Caribe, Porto Rico, Península de Yucatan, Texas                                                                | 70             | $6 860 000 000       | [ 52 ]                      |
| Milton | outubro 7–9, 2024      | 1 dia 5 horas 5 minutos  | 180 mph (285 km/h)             | 897 hPa (26.49 inHg)                         | Península de Yucatan, Flórida                                                                                  | 12             | Desconhecido         |                             |
| Referência global para nome, datas, duração, ventos e pressão: †Duração descontinuada (enfraqueceu abaixo da Categoria 5 e depois retornou a essa classificação pelo menos uma vez) |                        |                          |                                |                                              | |                |                      |                             |

## Lista por mês
| \| Mês \| Numero de tempestades registradas \| \| -------- \| --------------------------------- \| \| Julho \| 1 \| \| Agosto \| 7 \| \| Setembro \| 21 \| \| Outubro \| 6 \| \| Novembro \| 2 \| \| Fonte \| National Hurricane Center[6] \| |                                   |
| Mês | Numero de tempestades registradas |
| Julho | 1                                 |
| Agosto | 7                                 |
| Setembro | 21                                |
| Outubro | 6                                 |
| Novembro | 2                                 |
| Fonte | National Hurricane Center         |

## Landfalls

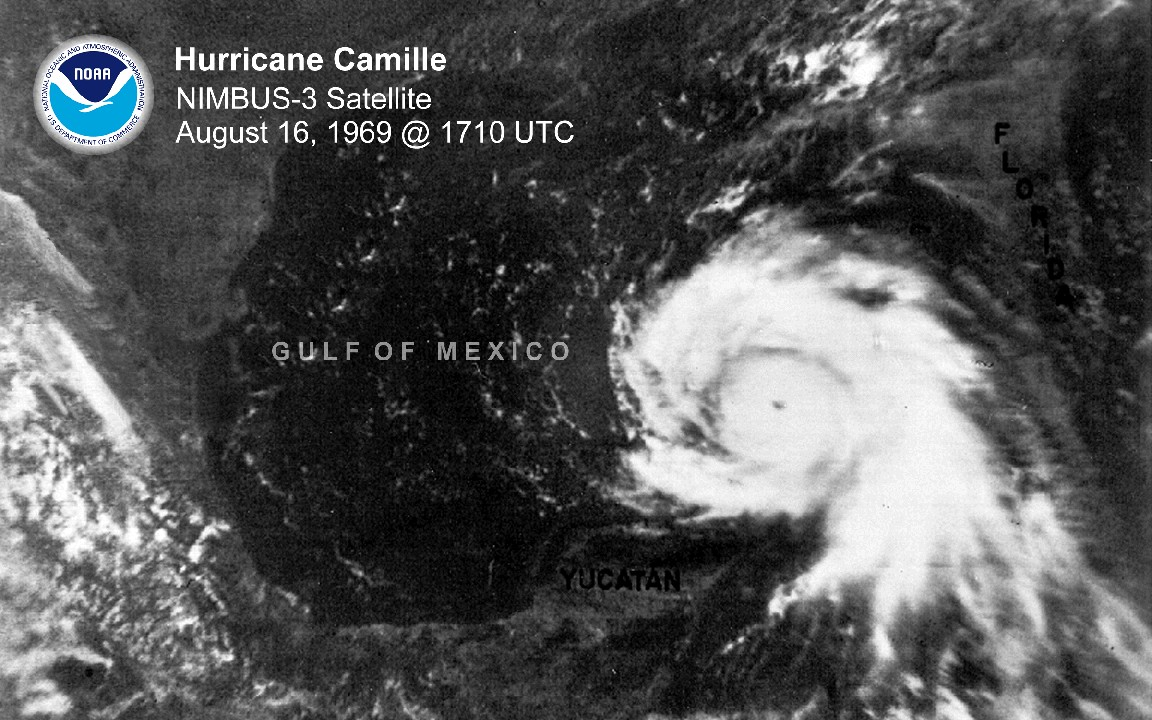
O furacão Camille, faz um landfall de categoria 5 em 2018

À excepção do furacão Lorenzo, que não atingiu a costa mas ainda trouxe ventos com a força de um furacão aos Açores, todos os furacões de categorias 5 atlânticos atingiram a costa em algum local como um furacão, e todos, exceto quatro deles ( Carol, Esther, Mitch e Isabel ), atingiram a costa em algum local com grande intensidade de furacão. Mais furacões de categoria 5 no Atlântico atingem a terra por causa da sua proximidade com a terra no Caribe e no Golfo do México, onde os padrões de tempo sinópticos usuais os conduzem para a terra, em oposição ao rastro oceânico médio dos furacões do Pacífico Oriental. Dezassete das tempestades atingiram a costa pelo menos uma vez enquanto estavam na intensidade de categoria 5; 2007 e 2017 são os únicos anos em que duas tempestades atingiram a costa com esta intensidade.
Muitos desses sistemas realizaram desembarque, pouco depois do enfraquecimento de uma Categoria 5. Este enfraquecimento pode ser causado pelo ar seco próximo da terra, de águas pouco profundas devido às Plataformas Continentais, a interação com a terra, ou águas mais frias perto da costa. No sul da Flórida, o período de retorno para um furacão de Categoria 5 é cerca de uma vez a cada 50 anos.
A tabela a seguir lista esses furacões por intensidade de desembarque (landfall).
| nome               | Ano  | Categoria 5                                            | Categoria 4                                         | Categoria 3               | Categoria 2         | Categoria 1                         | Tempestade tropical ou subtropical | Tempestade tropical ou depressão subtropical | Referências  |
| "Cuba"             | 1924 | Cuba                                                   |                                                     |                           |                     | Flórida                             | Bahamas                            |                                              | [ 6 ] [ 55 ] |
| "Okeechobee"       | 1928 | Porto Rico                                             | Guadeloupe, Ilhas Turks e Caicos, Bahamas & Flórida |                           |                     | Carolina do Sul                     |                                    |                                              |              |
| "Bahamas"          | 1932 | Bahamas                                                |                                                     |                           |                     |                                     |                                    |                                              |              |
| "Cuba"             | 1932 |                                                        | Little Cayman & Cuba                                | Bahamas                   |                     |                                     | Martinica                          |                                              |              |
| "Cuba–Brownsville" | 1933 | Bahamas                                                |                                                     | Cuba & Texas              |                     |                                     |                                    |                                              |              |
| "Tampico"          | 1933 |                                                        | Península de Iucatã                                 |                           | México central      |                                     |                                    |                                              |              |
| "Dia do Trabalho"  | 1935 | Florida Keys                                           |                                                     |                           | Noroeste Flórida    | Bahamas                             |                                    |                                              |              |
| "Nova Inglaterra"  | 1938 |                                                        |                                                     | Nova Iorque & Connecticut |                     |                                     |                                    |                                              |              |
| Carol              | 1953 |                                                        |                                                     |                           |                     | Nova Brunswick                      |                                    |                                              |              |
| Janet              | 1955 | Península de Iucatã                                    |                                                     |                           | México central      |                                     |                                    |                                              |              |
| Esther             | 1961 |                                                        |                                                     |                           |                     |                                     | Massachusetts & Maine              |                                              |              |
| Hattie             | 1961 |                                                        | Belize                                              |                           |                     | México                              |                                    |                                              |              |
| Beulah             | 1967 |                                                        |                                                     | Texas                     | Península de Iucatã |                                     |                                    |                                              |              |
| Camille            | 1969 | Luisiana & Mississippi                                 |                                                     |                           | Cuba                |                                     |                                    |                                              |              |
| Edith              | 1971 | Nicarágua                                              |                                                     |                           |                     | Luisiana                            | Belize & México                    |                                              |              |
| Anita              | 1977 | México                                                 |                                                     |                           |                     |                                     |                                    |                                              |              |
| David              | 1979 | República Dominicana                                   | Dominica                                            |                           | Flórida             | Cuba, Bahamas, & Geórgia            |                                    |                                              |              |
| Allen              | 1980 |                                                        |                                                     | Texas & Barbados          |                     |                                     |                                    |                                              |              |
| Gilbert            | 1988 | Quintana Roo                                           |                                                     | Jamaica & Tamaulipas      |                     |                                     |                                    |                                              | [ 23 ]       |
| Hugo               | 1989 |                                                        | Guadeloupe, Saint Croix, & Carolina do Sul          | Porto Rico                |                     |                                     |                                    |                                              | [ 25 ]       |
| Andrew             | 1992 | Eleuthera & Flórida                                    | Ilhas Berry                                         | Luisiana                  |                     |                                     |                                    |                                              | [ 27 ]       |
| Mitch              | 1998 |                                                        |                                                     |                           |                     | Honduras                            | Campeche & Flórida                 |                                              | [ 28 ]       |
| Isabel             | 2003 |                                                        |                                                     |                           | Carolina do Norte   |                                     |                                    |                                              | [ 32 ]       |
| Ivan               | 2004 |                                                        |                                                     | Alabama, Granada          |                     |                                     |                                    | Luisiana                                     | [ 33 ]       |
| Emily              | 2005 |                                                        | Quintana Roo                                        | Tamaulipas                |                     | Granada                             |                                    |                                              | [ 34 ]       |
| Katrina            | 2005 |                                                        |                                                     | Luisiana & Mississippi    |                     | Flórida                             |                                    |                                              | [ 35 ]       |
| Rita               | 2005 |                                                        |                                                     | Luisiana                  |                     |                                     |                                    |                                              | [ 36 ]       |
| Wilma              | 2005 |                                                        | Cozumel & Quintana Roo                              | Flórida                   |                     |                                     |                                    |                                              | [ 37 ]       |
| Dean               | 2007 | Quintana Roo                                           |                                                     |                           | Veracruz            |                                     |                                    |                                              | [ 41 ]       |
| Felix              | 2007 | Nicarágua                                              |                                                     |                           |                     |                                     | Granada                            |                                              | [ 43 ]       |
| Matthew            | 2016 |                                                        | Haiti, Cuba & Grand Bahama                          |                           |                     | Carolina do Sul                     |                                    |                                              | [ 46 ]       |
| Irma               | 2017 | Barbuda, Saint Martin, Ilhas Virgens Britânicas e Cuba | Little Inagua e Florida Keys                        | Sudeste da Flórida        |                     |                                     |                                    |                                              | [ 47 ]       |
| Maria              | 2017 | Dominica                                               | Porto Rico                                          |                           |                     |                                     |                                    |                                              | [ 56 ]       |
| Michael            | 2018 | Flórida                                                |                                                     |                           |                     |                                     |                                    |                                              |              |
| Dorian             | 2019 | Ilhas Abaco & Grand Bahama (2x)                        |                                                     |                           | Carolina do Norte   | St. Thomas, Ilhas Virgens Americana | Santa Lúcia & Barbados             |                                              |              |